# Brackley
Koordinaten: 52° 2′ N, 1° 9′ W
Brackley ist eine Stadt in der Grafschaft Northamptonshire, England, am Fluss Great Ouse gelegen. Bei der Volkszählung im Jahre 2001 hatte Brackley eine Bevölkerung von 13.331 Einwohnern und war somit die größte Stadt im damaligen Distrikt South Northamptonshire. Seit 2021 gehört Brackley zur Unitary Authority West Northamptonshire. Historisch war Brackley ursprünglich ein Handelsplatz für den Wollhandel. Es lag genau an der Kreuzung zweier Handelsrouten von London nach Birmingham (und allgemein zum Norden Englands), die sich hier mit dem Handelsweg von Cambridge nach Oxford kreuzte.
Brackley liegt in der Nähe der A43, einer Hauptverkehrsstraße durch die englischen Midlands, die jetzt als Umgehungsstraße um die Stadt herumgeführt wird und eine Verbindung nach Towcester und Northampton im Osten bildet. In westliche Richtung führt die Autostraße M40 motorway; die A422 verbindet Brackley mit Banbury.
Brackley hatte früher zwei Bahnhöfe, einen an der Great Central-Hauptlinie nach London gelegen und einen zweiten an der North Western Railway Linie von Banbury nach Bletchley. Beide Linien wurden wegen mangelnder Rentabilität in den 50er und 60er Jahren Opfer von Regierungs-Sparmaßnahmen, die unter dem Namen Beeching Axe bekannt geworden sind.
Einige Kilometer südwestlich liegt der ehemalige Flugplatz RAF Croughton, eine US-amerikanische Kommunikationseinrichtung. Daneben git es drei Kilometer westlich ein kleines ziviles Flugfeld, Hinton-in-the-Hedges Airfield, das 1939 als Royal Air Force Station erbaut wurde und während des Zweiten Weltkriegs dem Bomber Command diente. Zirka vier Kilometer östlich liegt mit dem Turweston Aerodrome ein ziviler Flugplatz, der ebenfalls während des Zweiten Weltkriegs entstand.

## Sehenswertes

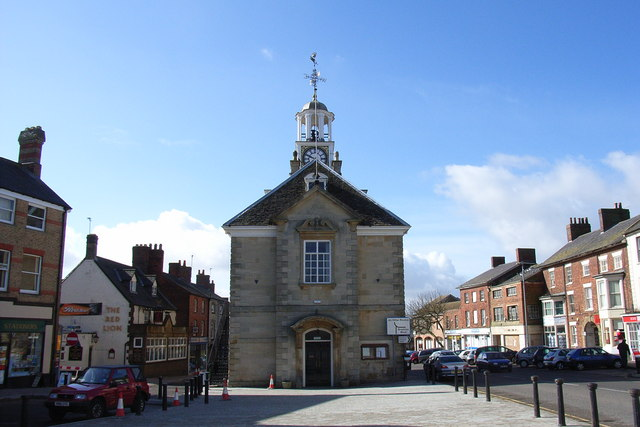
Rathaus der Stadt

Zu den sehenswerten Gebäuden der Stadt gehört die nach Maria Magdalena benannte Magdalen College Schule. Sie wurde vom berühmten Magdalen College in Oxford gegründet, um dessen Schülerschaft vor der großen Pest im 15. Jahrhundert in Sicherheit zu bringen. Neben den historischen College-Gebäuden ist die St. James Kirche zu bewundern, in der auch heute noch Gottesdienste stattfinden. Sie ist somit das älteste Gebäude Großbritanniens mit kontinuierlicher Nutzung durch eine Schule. Früher einmal gab es am westlichen Ende der Stadt auch eine Burg, davon sind jedoch keine sichtbaren Überreste erhalten geblieben. Die Burg von Brackley war möglicherweise der Ort, an dem König Johann und seine Getreuen im Jahre 1215 die Magna Carta unterzeichneten; eventuell fand dieses Ereignis aber auch in Runnymede (Surrey) statt. Die St Peter's Kirche am Ostende der Stadt hat einen eindrucksvollen normannischen Torweg aus dem 11. Jahrhundert zu bieten. Im Stadtzentrum wird jeden Freitagmorgen auf dem Marktplatz ein Markt abgehalten. Über die Hochstraße erreichbar ist ein er weitläufiger Stadtpark, der dem National Trust, einer Treuhandstiftung, gehört.
Die katholische Kirche St Martin wurde 1957 errichtet.
Brackley liegt in der Nähe der Silverstone-Rennstrecke, an dem jährlich ein Formel-1-Rennen stattfindet. Hier befinden sich auch einige Industrieanlagen, die einen Bezug zur Formel 1 haben; so hat beispielsweise Mercedes Grand Prix Ltd seine operative Basis in Brackley. In den östlichen Außenbezirken der Stadt liegt Bronnley, Lieferant hand-gearbeiteter Seifen für Ihre Majestät König Charles III. Ihre Produkte sind mit dem königlichen Gütesiegel ausgezeichnet.

## Partnerstädte
- Montabaur (Deutschland, Rheinland-Pfalz)